# Мајкл Џонсон
Мајкл Двејн Џонсон  (енгл. Michael Duane Johnson; Далас, Тексас, 13. септембар 1967) је амерички спринтер, вишеструки олимпијски победник, светски првак и светски рекордер.
Џонсон је још увек актуелни рекордер у дисциплинама 200 м, 400 м и штафети 4 х 400 м с тимом САД. Освојио је укупно четири златне олимпијске медаље, а светски првак је био чак девет пута. Најимпресивнији резултат је његова двострука победа на Играма у Атланти 1996. године, када је освојио злато у тркама на 200 и 400 m, што је редак подвиг због различитости тих дисциплина.
Посебно је био познат по необичном стилу трчања, с усправним леђима, кратким корацима те нижим подизањем кољена приликом корака. Иако та техника није прихваћена од тренера и других такмичара, Џонсон је с таквим стилом доминирао готово целу деценију.
Након Атланте медији су подигли притисак питањем ко је најбржи човек на планети, Џонсон или Канађанин Донован Бејли, који је тада био олимпијски победник и светски првак на деоници од 100 m. Зато је у Торонту 1997. године организована трка између њих двојице на деоници од 150 метара, деоници која није уобичајена па није смела одговарати ни једном тркачу. Нажалост, током те трке Џонсон је доживио озледу мишића, те је након 100 m морао одустати, па је Бејли лако победио.
Према избору француског спортског листа „Лекип“ Џонсон је изабран за спортисту 1996. године.

## Лични рекорди
| Датум            | Дисциплина | Место, Држава           | резултат |    |
| 16. јун 1994.    | 100        | Ноксвил, САД            | 10.09    |    |
| 1. август 1996.  | 200        | Атланта, САД            | 19.32    | СР |
| 24. март 2000.   | 300 m       | Преторија, Јужна Африка | 30,85    |    |
| 26. август 1999. | 400        | Севиља, Шпанија         | 43.18    | СР |

## Олимпијске медаље
- Барселона 1992.
  - злато: 4 x 400  штафета  САД Ендру Валмон, Квинси Вотс, Мајкл Џонсон, Стив Луис 2:55,74 СР
- Атланта 1996.
  - злато: 200 m 19,32 СР
  - злато: 400 m 43,49 ОР
- Сиднеј 2000.
  - злато: 400 m 43,84

## Светска првенства
- 1991. Токио
  - злато 200 m 20,01
- 1993. Штутгарт
  - злато 400 m 43,65
  - злато 4 х 400  штафета  САД Ендру Валмон Квинси Вотс Хари Рејнолдс Мајкл Џонсон 2:54,29 СР
- 1995. Гетеборг
  - злато: 200 m 19,79
  - злато: 400 m 43,39 СР
  - злато: 4 x 400  штафета  САД Марлон Ремзи Дерек Милс Хари Рејнолдс Мајкл Џонсон 2:57,32
- 1997. Атина
  - злато: 400 m 44,12
- 1999 Севиља
  - злато: 400 m 43,18 СР
  - злато: 4 х 400  штафета  САД Џером Дејвис Антонио Петигру Анџело Тејлор Мајкл Џонсон 2:56,451

1Штафета је дисквалификована у 2008, пошто је Антонио Петигру признао да је користио HGH и EPO између 1997 и 2003.

## Светски рекорди
(стање15. март 2007)
| Датум            | Дисциплина | Место, Држава     | резултат |
| 1. август 1996.  | 200        | Атланта, САД      | 19.32    |
| 26. август 1999. | 400        | Севиља, Шпанија   | 43.18    |
| 22. август 1993. | 4 х 400    | Штутгарт, Немачка | 2:54,29  |